# Bergheim II
Bergheim II ist eine Katastralgemeinde der Statutarstadt Salzburg.

## Geographie
Bergheim II umfasst die nördlichsten Gebiete der Stadt rund um den Plainberg, das sind:
- der Stadtteil Itzling Nord mit Hagenau und Schlachthofsiedlung, im Westen an der Salzach – bis auf kleine Anteile im Süden
- der Landschaftsraum Plainbergfuß von Itzling, mit der Grabenbauernsiedlung, bis an den Alterbach und entlang der Westbahn, einschließlich der Autobahnanschlussstelle Salzburg-Nord der Westautobahn
- der Ostteil des Stadtteils Kasern mitsamt der Kleingartensiedlung

Dabei legt sich das Katastralgebiet bogenförmig um den Plainberg, der zur Gemeinde Bergheim gehört.
Nachbarkatastralgemeinden
| Voggenberg (Gem. Bergheim, Bez. Sbg.-Umgebung) | Bergheim I (Gem. Bergheim, Bez. Sbg.-Umgebung) |             |
| Liefering II                                   | Kompassrose, die auf Nachbargemeinden zeigt    | Hallwang II |
|                                                | Itzling                                        |             |

## Geschichte
Der Plainberg, schon seit alters her zu Bergheim gehörig (Herrschaft Radeck), wurde 1939 nach dem Anschluss Österreichs, als allerorten in Österreich Großgemeinden gebildet wurden, der Stadt Salzburg eingemeindet. Schon 1935 waren Itzling und Gnigl angeschlossen worden, wobei der Alterbach die Grenze zwischen Itzling und Bergheim gebildet hatte. Damit wurden das Bergheimer Ortschaftsgebiet geteilt und die beiden Katastralgemeinden Bergheim I (für Bergheim) und II (für Salzburg) festgelegt.
Nach dem Zweiten Weltkrieg tauschten die beiden Gemeinden den Gutteil des Plainbergs – hauptsächlich entlang der Grenze der Westautobahn – gegen das Schlachthofareal, weil jenes für die Stadt wirtschaftlich bedeutender war. Nur die Vorlagen blieben bei der Stadt und wurden teils dem Stadtteil Itzling, teils dem neuen Stadtteil Kasern zugeteilt. Später wurde der Streifen entlang der Salzach und nördlich der Autobahn als eigener Stadtteil Itzling Nord festgelegt.